# Bataille de Coliseo
Guerre d'indépendance cubaine
La bataille de Coliseo est livrée le 23 décembre 1895 à Cuba entre les indépendantistes  et l'armée espagnole durant la guerre d'indépendance cubaine (1895-1898). Les patriotes cubains pénètrent dans la province de Matanzas dont ils souhaitent s'emparer et ils se heurtent aux troupes du général Arsenio Martínez Campos. Après une lutte acharnée mais peu concluante, les Cubains qui ont subi des pertes sensibles battent en retraite. Trop épuisés, leurs adversaires renoncent à les poursuivre. 

## Sources
- (en) Robert L. Scheina, Latin America's Wars : Volume II, The Age of the Professional Soldier, 1900–2001, vol. 2 : The age of the professional soldier, 1900-2001, Washington, Brassey's, 2003, 530 p. (ISBN 978-1-57488-452-4, OCLC 53078537, lire en ligne)